# Пески (Кременчугский район)
Пески (укр. Піски) — село,
Песковский сельский совет,
Козельщинский район,
Полтавская область,
Украина.
Код КОАТУУ — 5322084201. Население по переписи 2001 года составляло 489 человек.
Является административным центром Песковского сельского совета, в который, кроме того, входят сёла
Бутенки,
Йосиповка и
Кнышовка.

## Географическое положение
Село Пески находится на левом берегу реки Псёл,
выше по течению на расстоянии в 4 км расположено село Верхняя Мануйловка,
ниже по течению на расстоянии в 4 км расположено село Кнышовка,
на противоположном берегу — село Манжелия.
Местность вокруг села заболочена, там много заросших озёр. По селу протекает пересыхающий ручей с запрудой.Река в этом месте извилистая, образует лиманы, старицы и заболоченные озёра.

## История
Село есть на карте 1816 года
Успенская церковь известна с 1853 года

## Экономика
- ЧП «Авангард».

## Объекты социальной сферы
- Школа І—ІІ ст.

## Достопримечательности
- Буртовский заказник — гидрологический заказник, болотный массив в районе реки Псёл. Место гнездования водоплавающих птиц.